# Saint-Pierre-de-Chandieu
Saint-Pierre-de-Chandieu è un comune francese di 4 589 abitanti situato nel dipartimento del Rodano della regione Alvernia-Rodano-Alpi.

## Società

### Evoluzione demografica
Abitanti censiti

## Amministrazione

### Gemellaggi
- Mezzago